# Nils Vikmång
Nils Arne Vikmång, född 12 juli 1976 i Ramundeboda församling i Örebro län, är en svensk socialdemokratisk politiker.
Vikmång var tidigt aktiv i SSU och arbetade sedan som politisk sekreterare och ombudsman i Norrköpings arbetarekommun. Han var politisk sakkunnig i Utbildningsdepartementet åt skolminister Ibrahim Baylan åren 2004-2006. Han arbetade sedan 2007-2008 som ombudsman på Socialdemokraternas nationella partikansli och var därefter åren 2008-2014 förste ombudsman vid Stockholms läns socialdemokratiska partidistrikt. Han blev 2014 statssekreterare åt energiminister Ibrahim Baylan i Miljö- och energidepartementet, och utsågs i maj 2017 av Socialdemokraternas partistyrelses verkställande utskott till partiets valgeneral inför riksdagsvalet 2018.
Vikmång efterträdde den 28 augusti 2017 Emma Lennartsson som statssekreterare i statsrådsberedningen, och lämnade då posten som valgeneral.
3 december 2021 utsåg Socialdemokraternas partistyrelse Nils Vikmång till biträdande partisekreterare. Strax innan det hade han lämnat sin tjänst som statssekreterare.
Nils Vikmång är gift med Sara Heelge Vikmång.